# 13A busz (Salgótarján)
A salgótarjáni 13A busz az Ötvözetgyár és a Bányagépgyár(mai nevén Hősök út) között közlekedett. Az útvonalán szóló autóbuszok közlekedtek. Menetidő 33 perc volt. A járat az Ötvözetgyár bezárásával megszűnt. A járat az Ötvözetgyár - Főtér - Volán telep - Bányagépgyár útvonalon közlekedett két irányba. A járat a 13-as busz betétjárata volt.